# Esclavage en Haïti

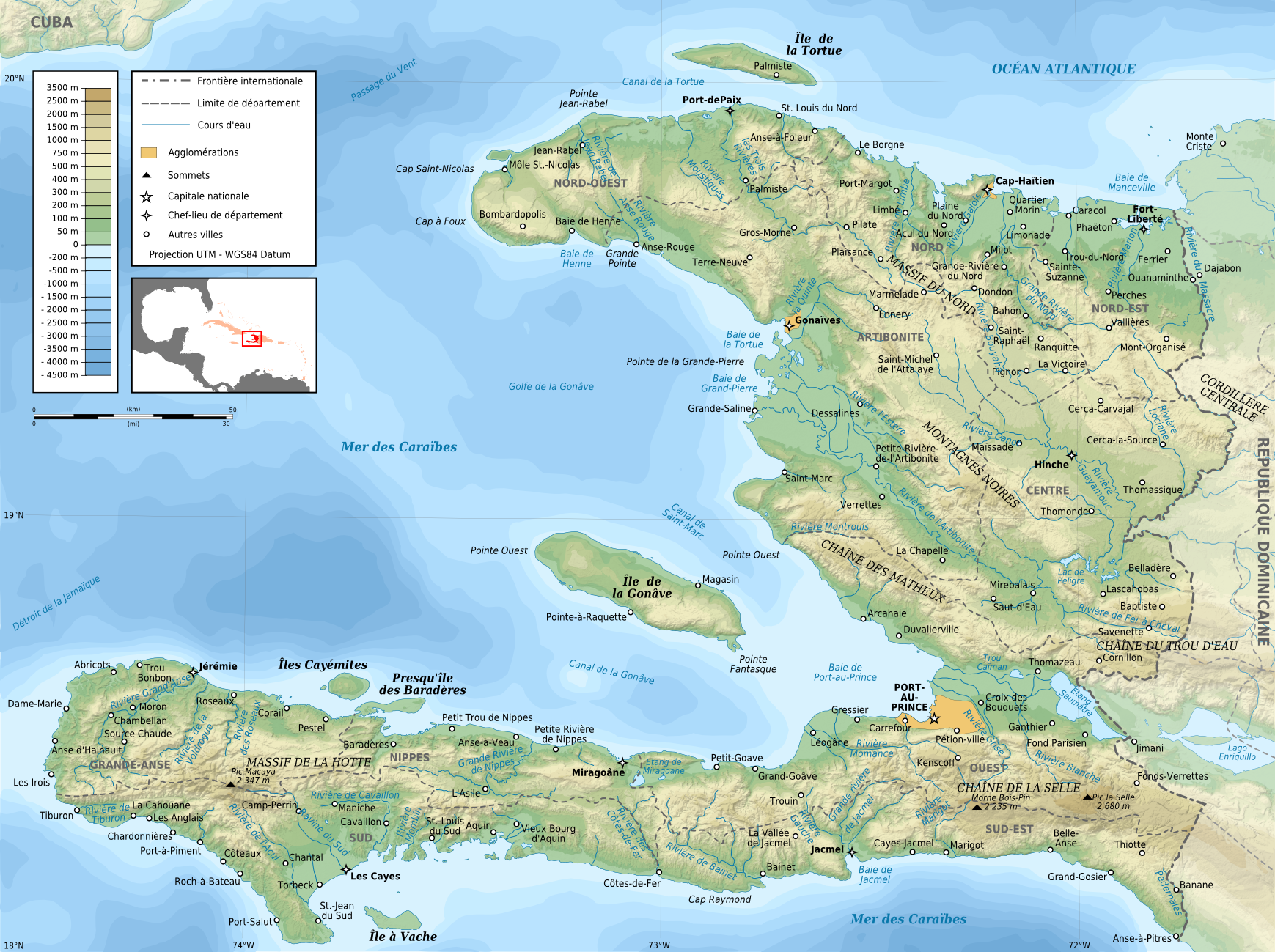
Haïti aujourd'hui

L'esclavage en Haïti a commencé après l'arrivée de Christophe Colomb sur l'île en 1492 avec les colons européens qui ont suivi du Portugal, de l'Espagne et de la France. Cette pratique était dévastatrice pour la population autochtone. À la suite de la quasi-décimation des indigènes Tainos par le travail forcé,  la maladie et la guerre, les Espagnols ont commencé à s'engager sérieusement dans les années 1600 avec des kidnappés et travailleurs forcés d'esclaves Africains. Pendant la période coloniale française commençant en 1625, l'économie d'Haïti (alors connue sous le nom de Saint-Domingue) était basée sur l'esclavage, et la pratique y était considérée comme la plus brutale du monde. La révolution haïtienne de 1804, la seule révolte d'esclaves réussie dans l'histoire de l'humanité, précipita la fin de l'esclavage non seulement à Saint-Domingue, mais dans toutes les colonies françaises. Cependant, cette révolte n'a mérité qu'un rôle marginal dans l'histoire de l'Amérique portugaise et espagnole, alors qu'il devrait occuper une place beaucoup plus centrale du fait que sa contribution à l'indépendance des Amériques est incontestable. C'est à cette rébellion en Haïti que la lutte pour l'indépendance en Amérique latine peut être attribuée. Cependant, plusieurs dirigeants haïtiens après la révolution ont employé le travail forcé, croyant qu'une économie de type plantation était le seul moyen pour Haïti de réussir et construisant des fortifications pour se protéger contre les attaques des Français. 
Le travail non rémunéré est toujours une pratique en Haïti. Ainsi pendant l'occupation américaine entre 1915 et 1934, l'armée américaine a forcé les Haïtiens à construire des routes pour se défendre contre les résistants haïtiens.
Encore de nos jours, pas moins d'un demi-million d'enfants sont des domestiques non rémunérés appelés restavèk, qui sont régulièrement victimes d'abus physiques et sexuels. De plus, la traite des êtres humains, y compris la traite des enfants, est un problème important en Haïti pour le travail forcé, y compris le trafic sexuel. Les groupes les plus à risque sont les pauvres, les femmes, les enfants, les sans-abri et les personnes qui migrent de l'autre côté de la frontière avec la République dominicaine. 
Le tremblement de terre dévastateur de 2010 a déplacé de nombreuses personnes, les rendant sans abri, isolées et extrêmement vulnérables à l'exploitation par les trafiquants. Le chaos qui a suivi le tremblement de terre a également distrait les autorités et entravé les efforts pour mettre fin à la traite. Le gouvernement a pris des mesures pour prévenir et arrêter la traite, ratifiant les conventions relatives aux droits de l'homme et promulguant des lois pour protéger les personnes vulnérables, mais l'application reste difficile. Le Bureau de surveillance et de lutte contre la traite des personnes du département d'État américain a placé le pays sur la « liste de surveillance de niveau 2 » en 2017.

## Histoire

### Hispaniola des Espagnols (1492–1625)
Les indigènes vivant sur l'île qui allait s'appeler Hispaniola ont accueilli Christophe Colomb et son équipage lorsqu'ils ont débarqué sur l'île en octobre 1492. À l'époque précolombienne, d'autres tribus des Caraïbes attaquaient parfois l'île pour kidnapper des autochtones pour les réduire en esclavage. Après l'arrivée de Colomb, les colons européens ont transformé l'esclavage préexistant sur l'île en une entreprise majeure : les colons ont rapidement commencé à établir des plantations de sucre exigeant une nombreuse main d'œuvre. La pratique de l'esclavage dans les colonies espagnoles du Nouveau Monde deviendra si intense  que les importations d'esclaves africains dépassaient en nombre l'immigration espagnole vers le Nouveau Monde à la fin des années 1500.

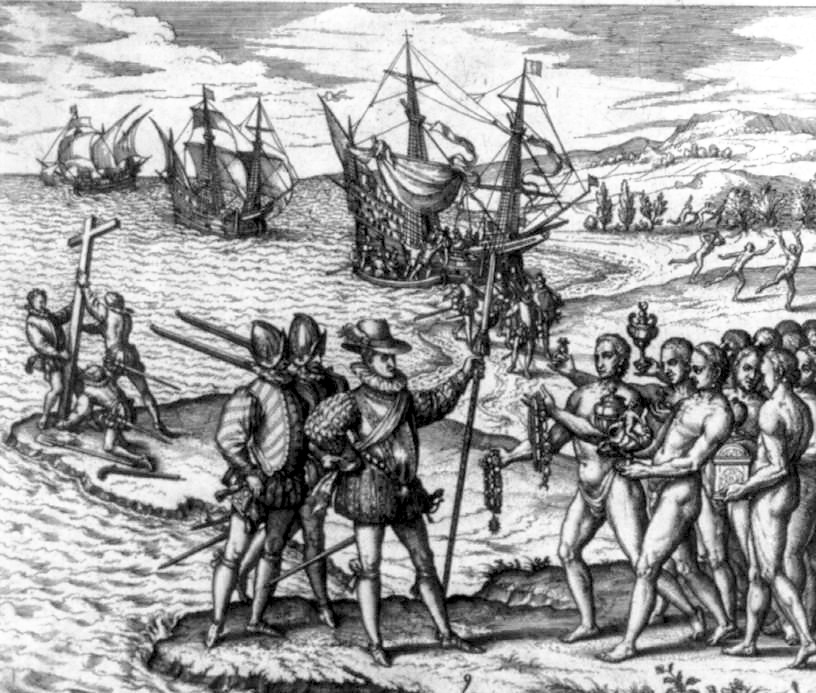
Les indigènes de l'île d'Hispaniola ont d'abord approché Colomb et ses soldats avec amabilité et générosité.

Lorsque Colomb a débarqué dans ce qui est aujourd'hui Haïti en décembre 1492, il a rencontré un peuple indigène Taino Arawak amical échangeant des cadeaux avec les Espagnols et offrant leur aide. Dans une lettre à la reine Isabelle que les indigènes étaient "traitables" et faciles à gérer ; ils pourraient être utilisés à travailler dans les champs et à construire des villes".
À son retour en Europe en 1493, trente Espagnols sont restés pour y construire un fort appelé La Navidad. Ils ont commencé à voler, à violer et à asservir les autochtones - dans certains cas, ils détenaient des femmes et des filles autochtones comme esclaves sexuelles. Trouver de l'or était un objectif principal pour les Espagnols ; ils ont rapidement forcé les indigènes à travailler dans les mines d'or, ce qui a eu de lourdes conséquences sur leur vie et leur santé. En plus de l'or, les esclaves ont extrait le cuivre et ils ont fait pousser des récoltes pour les Espagnols.  En réponse à la brutalité, les indigènes ont riposté. Certains Taino se sont réfugiés dans les parties montagneuses de l'île et ont formé des communautés de « marrons », se cachant et organisant des attaques contre les colonies espagnoles. Les Espagnols ont répondu à la résistance indigène par de sévères représailles, par exemple en détruisant les récoltes pour affamer les indigènes. Les Espagnols ont amené sur l’île des chiens dressés pour tuer les indigènes et les ont lâchés sur ceux qui se rebellaient contre l’esclavage. En 1495, les Espagnols ont renvoyé 500 esclaves indigènes en Espagne, mais 200 n'ont pas survécu au voyage et les autres sont morts peu de temps après. À la fin des années 1490, ils prévoyaient d'envoyer 4 000 esclaves en Espagne chaque année, mais ce projet n'a pas pris en compte le déclin rapide que la population indigène allait bientôt souffrir et n'a jamais été réalisée.
On ne sait pas combien de personnes Taino étaient sur l'île avant l'arrivée de Columb - les estimations vont de plusieurs milliers à huit millions - mais le surmenage en esclavage et les maladies introduites par les Européens ont rapidement décimé une grande partie de la population. Entre 1492 et 1494, un tiers de la population indigène sur l'île est mort. Deux millions avaient été tués dans les dix ans de l'arrivée des Espagnols et en 1514, 92 % de la population indigène de l'île étaient morts de l'esclavage et des maladies contagieuses européennes. Dans les années 1540, la culture indigène avait disparu de l'île, et en 1548, la population indigène était inférieure à 500. Le rythme rapide auquel les esclaves indigènes mouraient nécessitait l'importation d'Africains, pour qui le contact avec les Européens n'était pas nouveau et qui avait donc déjà développé une certaine immunité contre les maladies européennes. Le fils de Columbus, Diego Columbus, a commencé le commerce des esclaves africains sur l'île en 1505. Certains esclaves nouvellement arrivés d'Afrique et des îles voisines ont pu s'échapper et rejoindre les communautés marrons dans les montagnes. En 1519, les Africains et les Amérindiens ont uni leurs forces pour démarrer une rébellion d'esclaves qui s'est transformée en un soulèvement de plusieurs années, qui a finalement été écrasé par les Espagnols dans les années 1530.
Le missionnaire espagnol Bartolomé de las Casas s'est prononcé contre l'esclavage des indigènes et la brutalité des Espagnols. Il a écrit que pour les indigènes, le christianisme apporté par les Espagnols était venu pour symboliser la brutalité avec laquelle ils avaient été traités; il a cité un Taino cacique (chef de tribu) : "Ils nous disent, ces tyrans, qu'ils adorent un Dieu de paix et d'égalité, et pourtant ils usurpent notre terre et font de nous leurs esclaves. Ils nous parlent d'une âme immortelle et de leurs récompenses et leurs châtiments éternels, et pourtant ils volent nos biens, séduisent nos femmes, violent nos filles. " . Las Casas a commenté que la punition des Espagnols d'un homme Taino en coupant son oreille "a marqué le début du déversement de sang, plus tard pour devenir une rivière de sang, d'abord sur cette île et ensuite dans tous les coins de ces Indes. "  La campagne de Las Casas a conduit à une fin officielle de l'esclavage de Tainos en 1542; cependant, il a été remplacé par la traite des esclaves africains. Comme Las Casas l'avait présagé, le traitement des Espagnols des Tainos était le début d'un héritage séculaire d'esclavage dans lequel l'abus tel que l'amputation de parties du corps était monnaie courante.

### Saint Domingue des Français (1625–1789)

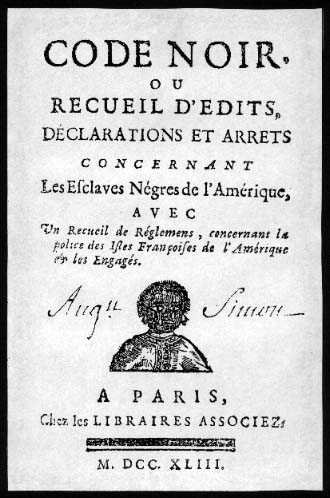
Le Code Noir réglemente le comportement et le traitement des esclaves dans les colonies françaises

Les propriétaires de plantations français ont fait travailler si durement leurs esclaves africains que la moitié sont morts en quelques années ; il était moins coûteux d'importer de nouveaux esclaves que d'améliorer suffisamment les conditions de travail pour accroître la survie. Le taux de mortalité des esclaves dans les plantations de Saint Domingue était plus élevé que partout ailleurs dans l'hémisphère occidental. Au cours du cours de cent ans de la colonie française, l'esclavage a tué environ un million d'Africains et des milliers d'autres ont choisi le suicide. Les esclaves nouvellement arrivés d'Afrique, en particulier les femmes, étaient particulièrement susceptibles de se suicider ; certains pensaient que dans la mort, ils pourraient rentrer chez eux en Afrique. Les esclaves enceintes ne survivaient généralement pas assez longtemps ou n'avaient pas des grossesses suffisamment saines pour donner naissance à des bébés vivants, mais si elles le faisaient, les enfants mouraient souvent jeunes. La nourriture était insuffisante et on s'attendait à ce que les esclaves grandissent et la préparent pour eux-mêmes en plus de leurs journées de travail déjà écrasantes de 12 heures. Il était légal pour un esclavagiste de tuer un esclave qui a frappé une personne blanche, selon le Code Noir de 1685, un décret du roi français Louis XIV réglementant les pratiques des esclaves et des esclavagistes. La torture des esclaves était une routine ; ils ont été fouettés, brûlés, enterrés vivants, retenus et autorisés à être mordus par des essaims d'insectes, mutilés, violés et ont eu des membres amputés. Les esclaves surpris en train de manger la canne à sucre seraient forcés de porter des muselières en étain dans les champs.
L'Église catholique a toléré l'esclavage et les pratiques de la colonie française, considérant l'institution comme un moyen de convertir les Africains au christianisme.

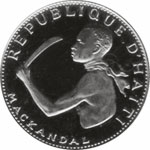
François Mackandal sur une pièce de 20 gourde, 1968

Environ 48 000 esclaves de Saint Domingue ont réussi à s'échapper ; les propriétaires d'esclaves embauchaient des chasseurs de primes pour attraper ces marrons. Ceux qui n'ont pas été capturés et ré-asservis les communautés établies loin des zones habitées. Marrons organiseraient des raids appelés mawonag sur les plantations,  volant des fournitures dont leurs communautés avaient besoin pour survivre, comme la nourriture, les outils et les armes. Un célèbre marron, François Mackandal, s'est échappé dans les montagnes au milieu du XVIIIe siècle et a continué à planifier des attaques contre les propriétaires de plantations. Mackandal a été attrapé et brûlé sur le bûcher en 1758, mais sa légende a survécu pour inspirer la rébellion parmi les esclaves - et la peur parmi les propriétaires d'esclaves.  En plus de s'échapper, les esclaves ont résisté en empoisonnant les propriétaires d'esclaves, leurs familles, leur bétail et d'autres esclaves - c'était un événement assez courant et redouté qu'en décembre 1746, le roi français a interdit l'empoisonnement en particulier. L'incendie criminel était une autre forme de résistance des esclaves.
Le taux rapide de mortalité des esclaves au cours de cette période a préparé le terrain pour la révolution haïtienne en nécessitant l'importation de plus d'esclaves d'Afrique. C'étaient des gens qui avaient connu la liberté, dont certains avaient été capturés comme soldats et avaient une formation militaire. Ces personnes procéderaient alors à déclarer leur propre liberté, et donc à assurer leur indépendance, ce qui exposerait alors l'hypocrisie de l'existence d'une souveraineté qui ne s'appliquait qu'aux propriétaires d'esclaves, mais pas aux esclaves. Avant le début de la Révolution française en 1789, il y avait huit fois plus d'esclaves dans la colonie que de blancs et de métis réunis. En 1789, les Français importaient 30 000 esclaves par an et il y avait un demi-million d'esclaves dans la partie française de l'île seulement, comparé à environ 30 000 blancs.

### Période révolutionnaire (1789-1804)

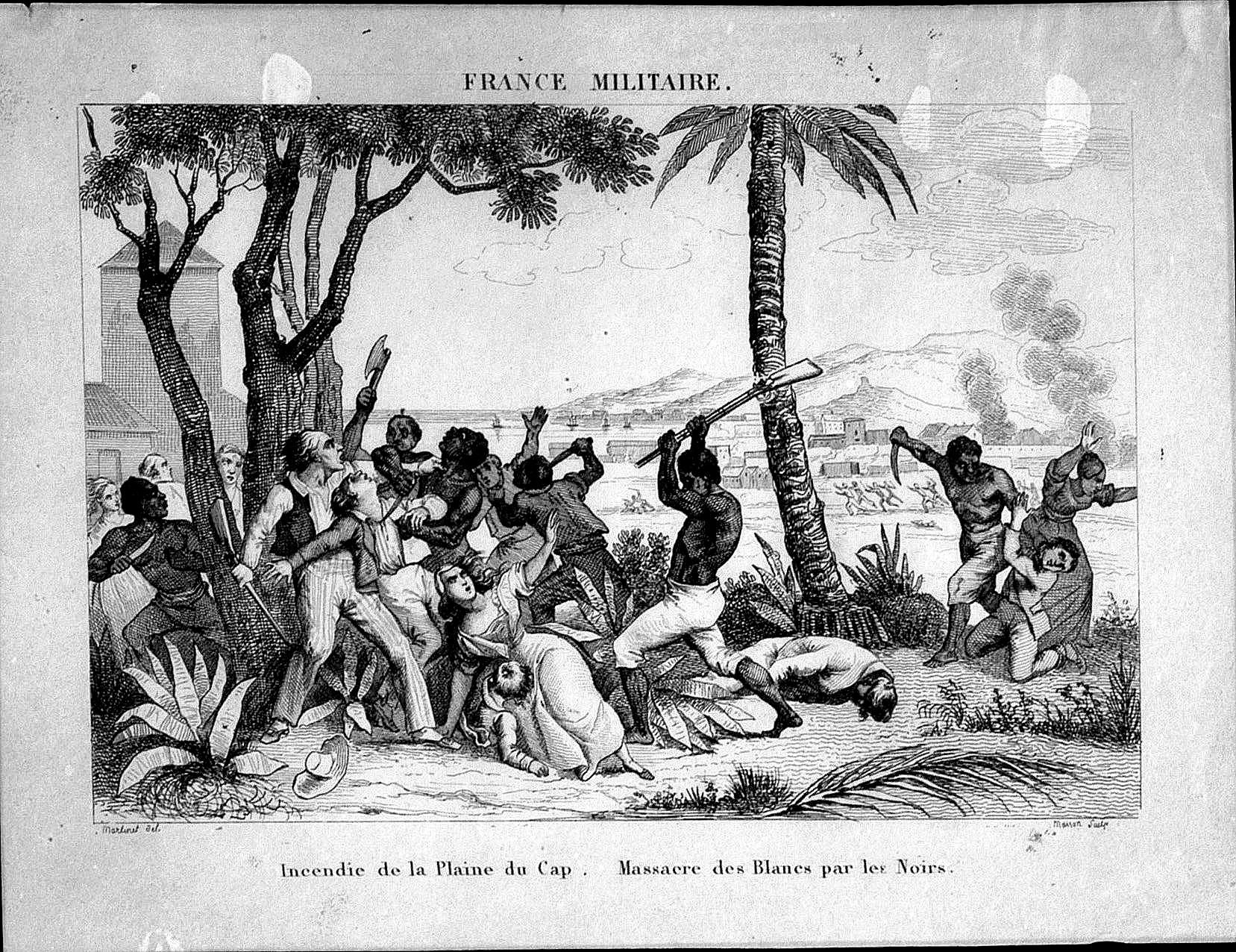
Incendie de la Plaine du Cap. - Massacre des colons blancs par les esclaves noirs, en 1791

Il était si courant que des maîtres mâles agressent sexuellement des esclaves à Saint-Domingue qu'une classe distincte avait émergé, composée des enfants métis de ces rencontres. C'était la norme pour les pères de libérer ces enfants, les amenant à devenir une nouvelle classe plus privilégiée que les esclaves mais moins que les blancs ; on les appelait gens de couleur, " peuple libre de couleur ". Certaines de ces personnes libres de couleur étaient assez riches et certaines possédaient des esclaves.
La Révolution française de 1789 a offert à la classe moyenne haïtienne l'occasion d'organiser une révolte, qui a été suivie peu après par une révolte générale des esclaves. En 1791, les esclaves ont organisé une révolte, massacrant les blancs et incendiant les plantations. En 1801, la révolte avait réussi, mettant Toussaint Louverture au pouvoir en tant que gouverneur général d'Haïti.
En 1794, le gouvernement révolutionnaire français avait aboli l'esclavage dans tout son empire. Cependant, la Révolution haïtienne représentait les limites des Lumières et comment les idéaux de liberté, d'équité et de fraternité ne s'appliquaient pas à tout le monde.
Bien que l'esclavage ait été interdit, Louverture, croyant que l'économie des plantations était nécessaire, a forcé les travailleurs à retourner travailler dans les plantations en utilisant la puissance militaire.
En vue de rétablir l'esclavage, Napoléon Bonaparte envoie son beau-frère, Charles Leclerc, reprendre le contrôle d'Haïti, ainsi qu'une flotte de 86 navires et 22 000 soldats. Les Haïtiens ont résisté aux soldats, mais les Français étaient plus nombreux et mieux placés, jusqu'à ce que la saison des pluies amène la fièvre jaune. Comme les soldats et officiers français sont morts, les soldats haïtiens noirs qui s'étaient alliés aux Français ont commencé à faire défection de l'autre côté.

### Jean-Jacques Dessalines

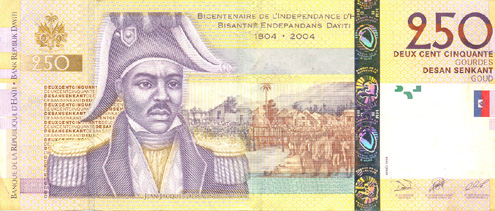
Jean-Jacques Dessalines sur un billet de 250 gourdes

En 1802, Louverture fut arrêté et déporté en France, où il mourut plus tard en prison, laissant la direction de l'armée à Jean-Jacques Dessalines. En 1804, les Français sont vaincus. La France a officiellement abandonné le contrôle d'Haïti, ce qui en fait le deuxième pays indépendant des Amériques (après les États-Unis) et la première révolte d'esclaves réussie dans le monde. Dessalines était le chef du pays, se nommant d'abord gouverneur général à vie, puis empereur d'Haïti.
Après la révolution, les esclaves nouvellement libérés étaient violemment opposés au maintien dans les plantations, mais Dessalines, comme Louverture, utilisa la force militaire pour les y maintenir, pensant que le travail des plantations était le seul moyen de faire fonctionner l'économie. La plupart des anciens esclaves considéraient la règle de Dessalines comme plus de la même oppression qu'ils avaient connue pendant l'esclavage de jure. Dessalines a été tué par une foule de ses propres officiers en 1806.

### Henri Christophe

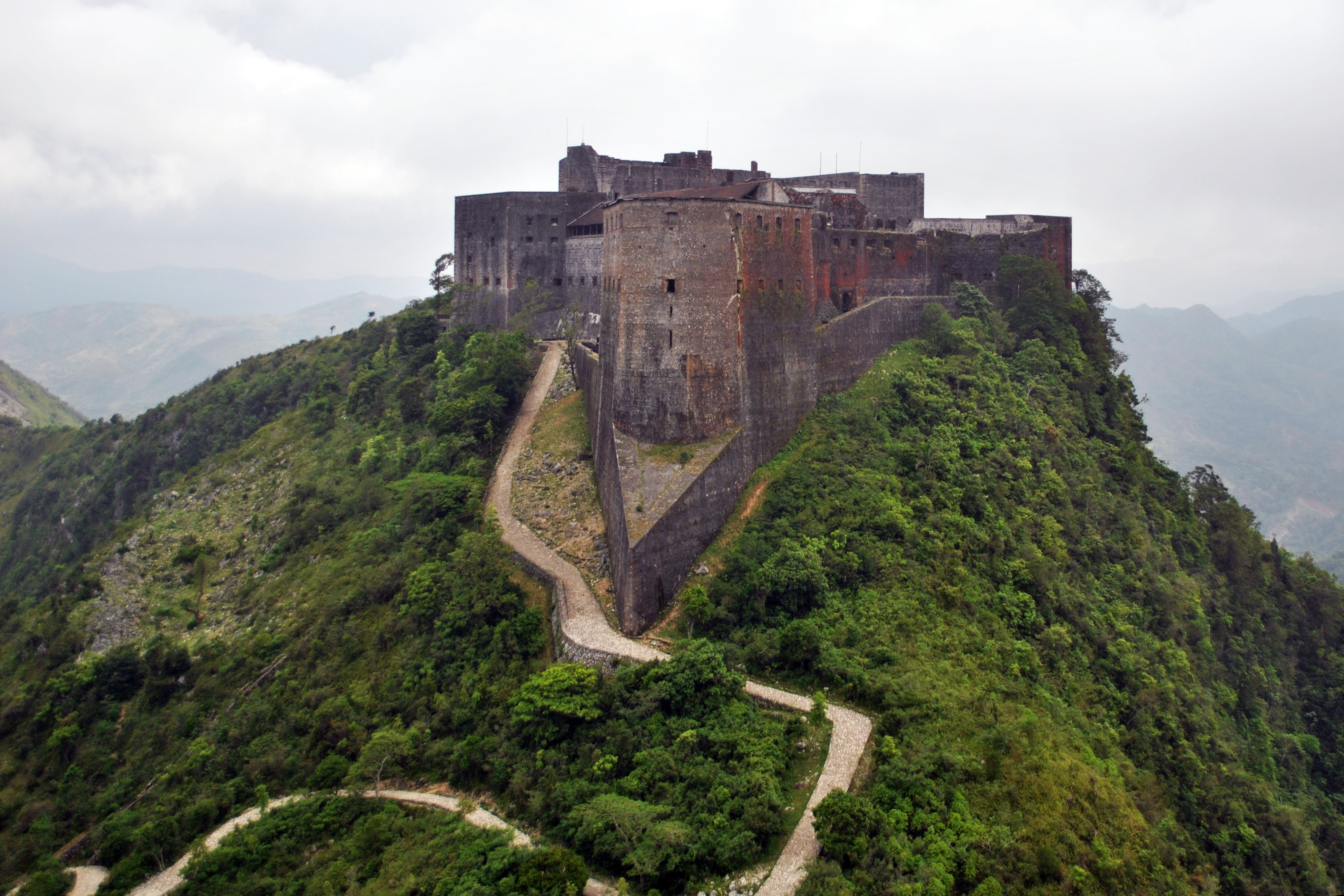
La Citadelle Laferrière en 2010

Le successeur de Dessalines était le roi Henry Christophe, un autre général de la révolution. Christophe, craignant une autre invasion française, a continué sur les traces de Dessalines fortifiant le pays,. Pour la construction d'une citadelle, La Citadelle Laferrière, on pense que Christophe a forcé des centaines de milliers de personnes à y travailler, tuant environ 20 000 d'entre eux.
Tout comme ses prédécesseurs Louverture et Dessalines, Christophe a utilisé la force militaire pour forcer d'anciens esclaves à rester dans les plantations. Les ouvriers des plantations sous Louverture et Christophe n'étaient pas impayés - ils recevaient un quart de ce qu'ils produisaient, payant le reste aux propriétaires de plantations et au gouvernement. Sous le régime de Christophe, il était également possible pour les Noirs de louer leur propre terre ou de travailler au gouvernement, et les ouvriers agricoles des plantations pouvaient se plaindre auprès de l'administration royale des conditions de travail. Ces anciens esclaves pouvaient aussi avoir parfois le choix de la plantation sur laquelle ils travailleraient - mais ils ne pouvaient pas choisir de ne pas travailler et ils ne pouvaient pas légalement quitter une plantation à laquelle ils étaient « attachés ». De nombreux ex-esclaves ont probablement été forcés de travailler dans les mêmes plantations sur lesquelles ils avaient travaillé comme esclaves.
La résistance farouche de la population à travailler dans les plantations - appartenant à des Blancs ou non - a rendu trop difficile la pérennité du système, malgré sa rentabilité.  Christophe et d'autres dirigeants ont adopté des politiques permettant aux terres de l'État d'être divisées et vendues aux citoyens et le système de plantation a largement cédé la place à celui dans lequel les Haïtiens possédaient et cultivaient de plus petits lots.

### Jean-Pierre Boyer

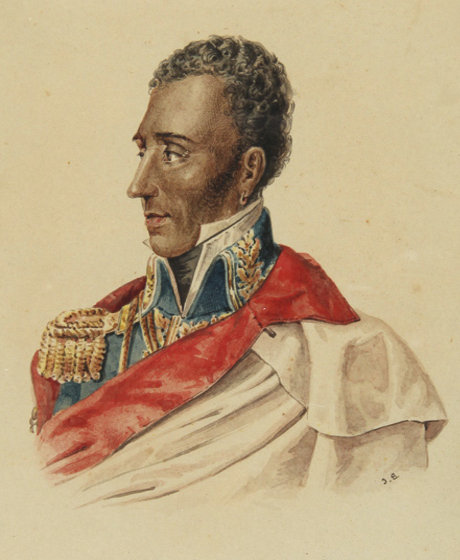
Jean-Pierre Boyer, président d'Haïti de 1818 à 1843.

En 1817, un navire haïtien a saisi un bateau négrier espagnol à destination de Cuba qui était entré dans les eaux d'Haïti et, agissant sur ordre permanent du gouvernement, l'a ramené à terre. Tous les 171 Africains captifs ont été libérés et joyeusement acceptés dans la société haïtienne et le président Jean-Pierre Boyer lui-même a servi de parrain. Le capitaine du navire, et plus tard les fonctionnaires cubains, ont protesté auprès de Boyer que son commerce était légal, mais Boyer a soutenu que la constitution de 1816 décrétait qu'il ne pouvait y avoir d'esclaves sur le territoire haïtien et qu'aucun remboursement ne pouvait être accordé pour leur valeur. Les navires esclaves avaient également été saisis et leur cargaison humaine libérée sous les chefs précédents Christophe et Alexandre Pétion, et les esclaves qui avaient réussi à prendre le contrôle des navires et à arriver en Haïti avaient reçu l'asile. Les esclavagistes ont rapidement appris à éviter les eaux d'Haïti.
En 1825, la France envoya une armada en Haïti et menaça de bloquer le pays, empêchant le commerce à moins que Boyer n'accepte de payer à la France 150 000 000 de francs pour la rembourser des pertes de « biens » - principalement ses esclaves. En échange, la France reconnaîtrait Haïti comme une nation indépendante, ce qu'elle avait jusqu'ici refusé de faire. Boyer a accepté sans rendre la décision publique au préalable, une décision qui a suscité l'indignation généralisée en Haïti. Le montant a été réduit à 90 000 000 francs en 1838, ce qui équivaut à USD 19 milliards $ en 2015. Haïti a été aux prises avec cette dette jusqu'en 1947, et forcé de renoncer à passer à des programmes humanitaires tels que l' assainissement. En 1838, environ 30 % du budget annuel du pays s'endettaient, et en 1900, le montant était passé à 80 %. Haïti a contracté des prêts de l'Allemagne, des États-Unis et de la France elle-même pour trouver cet argent, augmentant encore le fardeau de sa dette et la centralité de ces pays dans l'économie haïtienne.
Sous la pression de produire de l'argent pour payer la dette, Boyer a promulgué en 1826 un nouvel ensemble de lois appelé le Code rural qui restreignait l'autonomie des travailleurs agricoles, les obligeait à travailler et leur interdisait de voyager sans permission. Il a également reconstitué le système de Corvée, par lequel la police et les autorités gouvernementales pouvaient forcer les résidents à travailler temporairement sans salaire sur les routes.  Ces lois ont rencontré une résistance généralisée et ont été difficiles à appliquer puisque l'accès des travailleurs à la terre leur a donné l'autonomie et ils ont pu se cacher du gouvernement.
Les États-Unis ont adopté des lois pour éloigner les marchands haïtiens du sol américain parce que les propriétaires d'esclaves là-bas ne voulaient pas que leurs esclaves reçoivent des idées de révolte de la part des Haïtiens. Cependant, les deux pays ont continué le commerce, avec Haïti achetant les armes dont il avait besoin, quoique à des prix désavantageux. L'embargo américain sur Haïti a duré 60 ans, mais Lincoln a déclaré qu'il n'était pas nécessaire de nier l'indépendance du pays une fois que l'institution américaine a commencé à être supprimée. Il a encouragé les esclaves nouvellement libérés à émigrer là-bas pour atteindre une liberté qu'il ne jugeait pas possible aux États-Unis.

### Occupation américaine (1915-1934)
En juillet 1915, après les troubles politiques et le meurtre par la foule du président haïtien Vilbrun Guillaume Sam, les marines des États-Unis ont envahi Haïti. Avant l'occupation, les paysans avaient organisé des soulèvements pour résister aux initiatives des investisseurs américains de s'approprier leurs terres et de convertir le style d'agriculture de la région de la subsistance à un système de type plantation - l'idée de revenir à quelque chose comme la plantation. système a fait face à une résistance féroce. Haïtiens avaient peur que les investisseurs américains tentent de reconvertir l'économie en une économie basée sur les plantations depuis que les entreprises américaines amassent des terres et expulsent les paysans ruraux de leurs terres familiales. Haïtiens ruraux ont formé des armées qui erraient dans la campagne, volant les fermiers et violant les femmes. La motivation de l'occupation américaine d'Haïti était en partie de protéger les investissements et d'empêcher les pays européens de gagner trop de pouvoir dans la région. L'une des justifications déclarées de l'occupation était la pratique consistant à réduire en esclavage les enfants comme domestiques ; cependant, les États-Unis ont ensuite réinstitué la pratique du travail forcé sous le système de la corvée.
Comme cela s'était produit sous les régimes de Dessalines et de Christophe, la main-d'oeuvre non libre fut à nouveau employée dans un programme de travaux publics, cette fois ordonné par l'amiral américain  William Banks Caperton. En 1916, les occupants américains ont employé le système de corvée de travail forcé autorisé par le Code rural d'Haïti de 1864 jusqu'en 1918. Depuis que les combattants de la résistance haïtienne, ou Cacos, se sont cachés dans les régions éloignées et montagneuses et ont mené la guérilla - guerre de style contre les Marines, l'armée avait besoin de routes construites pour les trouver et les combattre. Pour construire les routes, les ouvriers ont été emmenés de force de leurs maisons, liés ensemble avec des cordes dans des gangs de chaînes et parfois battus et maltraités, et des résistants ont été exécutés. On a dit aux paysans qu'ils seraient payés pour leur travail et qu'on leur donnerait de la nourriture, travaillant près de leurs maisons - mais parfois la nourriture et les salaires promis étaient maigres ou totalement absents. Corvée était très impopulaire ; les Haïtiens croyaient largement que les Blancs étaient retournés en Haïti pour les forcer à retourner en esclavage. La brutalité du système de travail forcé a renforcé les Cacos ; de nombreux Haïtiens se sont enfuis dans les montagnes pour les rejoindre, et de nombreux autres ont prêté leur aide et leur soutien. Les rapports des abus ont conduit le commandant des Marines à ordonner la fin de la pratique en 1918 ; cependant, il a continué illégalement dans le nord jusqu'à ce qu'il soit découvert - personne n'a été puni pour l'infraction. Lorsque la corvée n'était plus disponible, les occupants se sont tournés vers le travail des prisons, faisant parfois arrêter des hommes dans ce but alors qu'ils avaient trop peu d'ouvriers. L'occupation a duré jusqu'en 1934.

### Temps moderne

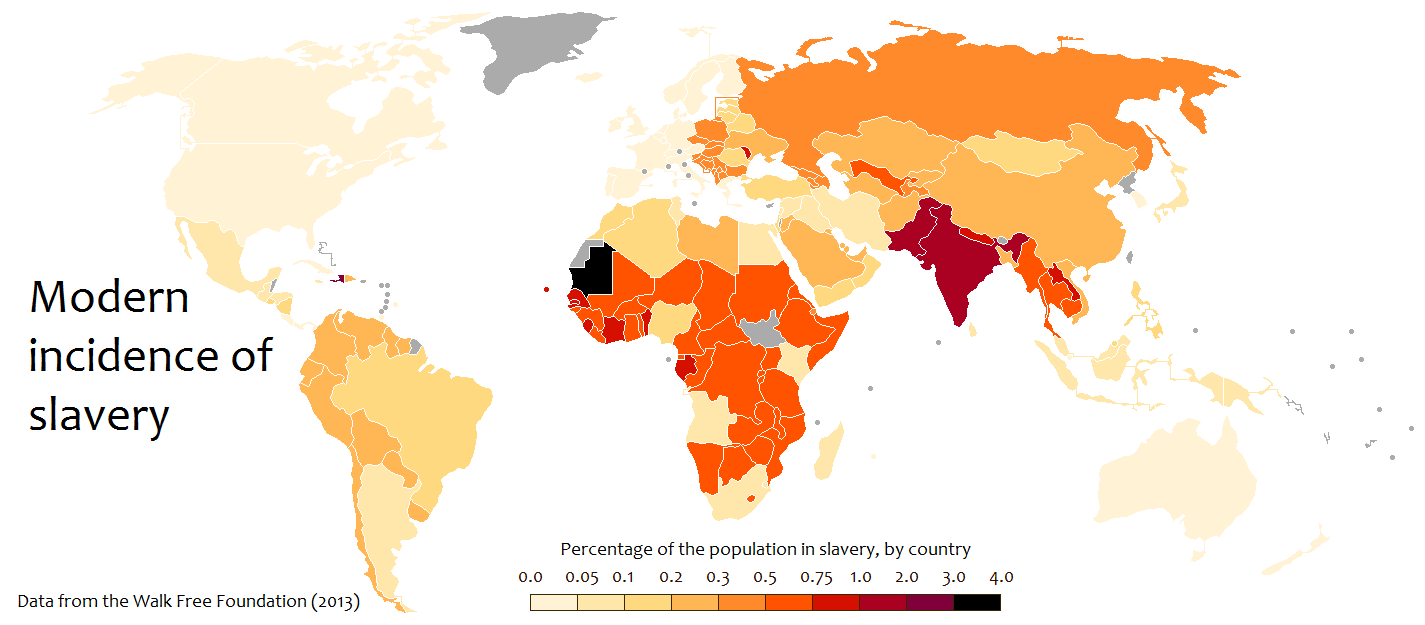
Haïti a le deuxième taux d'esclavage le plus élevé au monde, derrière la Mauritanie seulement. (éstimations de la Walk Free Foundation).

L'esclavage est encore répandu en Haïti aujourd'hui. Selon l'Indice mondial de l'esclavage 2014, Haïti compte environ 237 700 personnes asservies ce qui en fait le pays avec la deuxième prévalence d'esclavage la plus élevée au monde, derrière la Mauritanie seulement. Haïti a plus de trafic d'êtres humains que tout autre pays d'Amérique centrale ou d'Amérique du Sud. Selon le rapport 2013 du département d'État des États-Unis sur la traite des personnes, « Haïti est un pays source, de passage et de destination majeur pour les hommes, les femmes et les enfants soumis au travail forcé et à l'esclavage sexuel ». Les Haïtiens sont trafiqués hors d'Haïti et vers la République dominicaine voisine, ainsi que vers d'autres pays tels que l'Équateur, la Bolivie, l'Argentine, le Brésil et les pays d'Amérique du Nord. Haïti est également un pays de transit pour les victimes de la traite en route vers les États-Unis. Après le tremblement de terre de 2010 en Haïti, la traite des êtres humains a considérablement augmenté. Alors que la traite implique souvent le déplacement, en particulier le trafic de personnes à travers les frontières, elle ne nécessite que « l'usage de la force, de la fraude ou de la coercition pour exploiter une personne à des fins lucratives », et elle est considérée comme une forme d'esclavage.

### Enfants

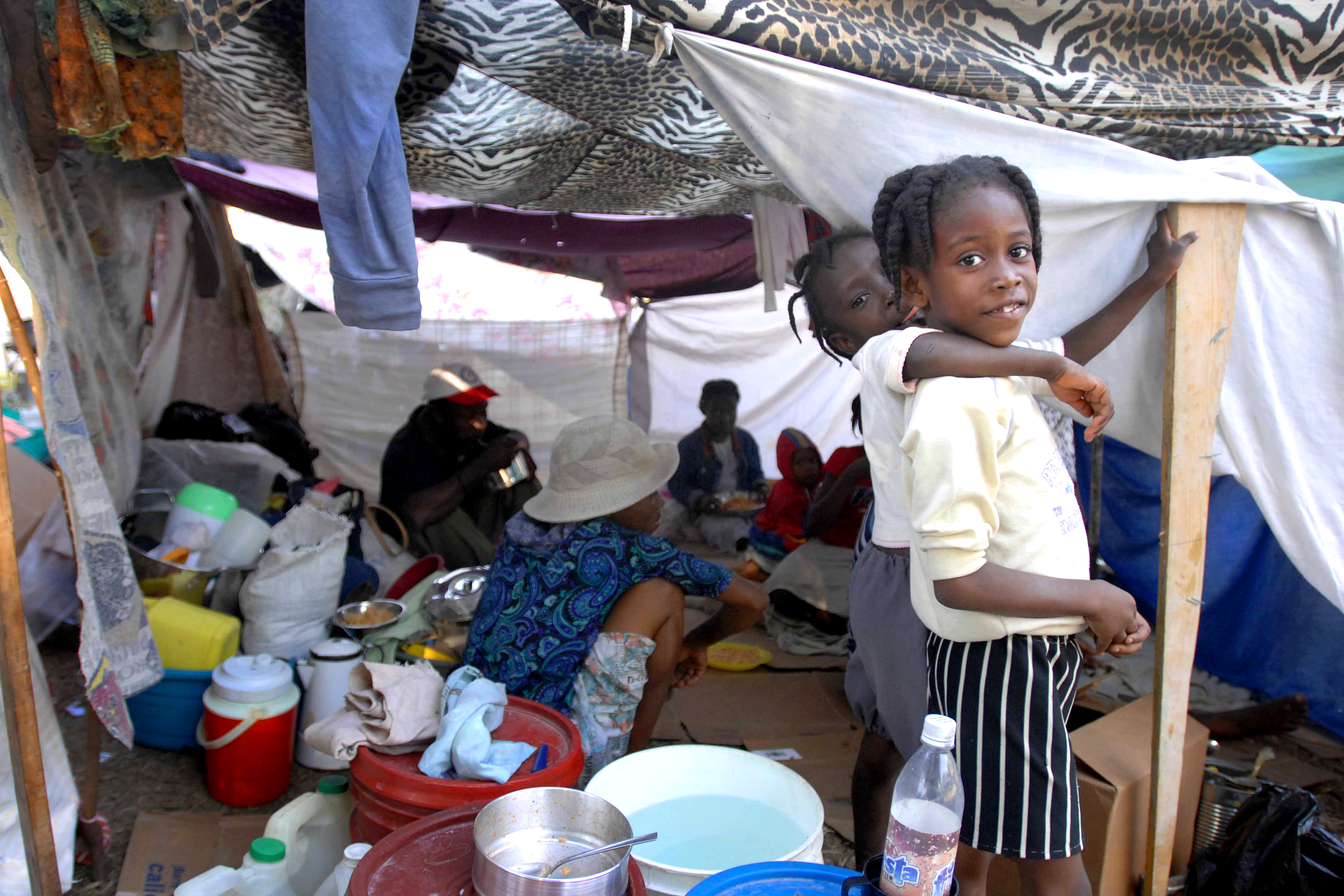
Les femmes et les filles déplacées à l'intérieur du pays vivant dans des camps de réfugiés après le tremblement de terre de 2010 sont particulièrement exposées à l'esclavage.

La traite des enfants est une partie importante de la crise de la traite des êtres humains en Haïti.  Une forme majeure de traite des enfants et d' esclavage des enfants, qui touche environ 300 000 enfants haïtiens, est le système restavek, dans lequel les enfants sont forcés de travailler comme domestiques. Le système restavek représente la part du lion de la traite des êtres humains en Haïti. Les familles envoient les enfants dans d'autres ménages, échangeant leur travail contre l'éducation. Les parents ruraux pauvres espèrent une éducation et une vie meilleure pour leurs enfants en ville envoyant dans des ménages plus riches (ou du moins moins pauvres). De plus en plus, les enfants entrent en servitude domestique lorsqu'un parent meurt. Des intermédiaires rémunérés peuvent agir en tant que recruteurs, allant chercher les enfants pour les familles d'accueil. Contrairement aux esclaves au sens traditionnel, les restaveks ne sont ni achetés, ni vendus, ni possédés, ils peuvent s'enfuir ou retourner dans leurs familles et sont généralement libérés de la servitude lorsqu'ils deviennent adultes ; cependant, le système restavek est généralement considéré comme une forme d'esclavage.
Certains restaveks reçoivent une nutrition et une éducation appropriées, mais ils sont minoritaires. Le travail des Restaveks comprend le transport de l'eau et du bois, l'épicerie, lessive, le nettoyage de la maison et la garde d'enfants. Les restaveks travaillent de longues heures (généralement de 10 à 14 heures par jour) dans des conditions difficiles, se voient souvent refuser l'école et sont exposés à un risque élevé de malnutrition et d'abus verbaux, physiques et sexuels. Les passages à tabac sont un phénomène quotidien pour la plupart des restaveks, et la plupart des filles sont abusées sexuellement  ce qui les expose à un risque élevé d' infection par le VIH. Ceux qui sont expulsés ou fugués de leur foyer d'accueil deviennent des enfants des rues, vulnérables à l'exploitation, y compris à la prostitution forcée. Ceux qui retournent dans leur famille peuvent ne pas être les bienvenus en tant que fardeau économique supplémentaire ou être honteux et stigmatisés pour avoir été un restavek. Le traumatisme de la maltraitance et la privation de temps libre et d'expériences normales de l'enfance peuvent ralentir le développement d'un enfant et avoir des effets durables.
Le terme restavek vient du français "vivre avec", rester avec. La pratique existe depuis la fin de la révolution mais est devenue courante au XXe siècle comme moyen pour les ruraux de faire face à la pauvreté. Le nombre de restaveks a augmenté après le tremblement de terre de 2010, lorsque de nombreux enfants sont devenus orphelins ou ont été séparés de leurs familles. Le département d'État américain a estimé en 2013 qu'entre 150 000 et 500 000 enfants étaient en servitude domestique, ce qui représente la majeure partie de la traite des êtres humains en Haïti. Environ 19 % des enfants haïtiens âgés de 5 à 17 ans vivent loin de leurs parents et environ 8,2 % sont considérés comme des travailleurs domestiques.  Dans une enquête, les restaveks étaient présents dans 5,3 % des ménages de l'aveu même de leur chef. Dans une étude, 16 % des enfants haïtiens interrogés ont admis être restaveks. On estime que 3 000 enfants haïtiens supplémentaires sont des domestiques en République dominicaine.
Les enfants sont également trafiqués hors d'Haïti par des organisations prétendant être des agences d'adoption, vers des pays comme les États-Unis - mais certains sont en fait enlevés à leur famille. Cette pratique était particulièrement répandue dans le chaos qui a suivi le séisme de 2010. Alors que les femmes migrantes étaient vulnérables pendant cette période, la situation des enfants a été soulignée en raison du phénomène des adoptions irrégulières (une facette de la traite des êtres humains) de supposés « orphelins » à travers la République dominicaine. Un tollé international a éclaté lorsque le 29 janvier 2010, dix membres de l'American New Life Children's Refuge ont été arrêtés pour tenter de transporter 33 enfants haïtiens hors du pays dans un orphelinat - mais les enfants n'étaient pas orphelins. Les trafiquants se faisant passer pour des travailleurs d'organisations caritatives légitimes sont connus pour tromper les familles de réfugiés, les convaincant que leurs enfants seraient mis en sécurité et pris en charge. Dans certains cas, les trafiquants gèrent des « orphelinats » ou des « établissements de soins » pour enfants qui sont difficiles à distinguer des organisations légitimes. Les enfants peuvent être passés clandestinement à travers la frontière par des trafiquants rémunérés prétendant être leurs parents, puis forcés à travailler pour la mendicité ou comme domestiques. La traite des enfants a incité l'UNICEF à financer la Brigade de protection des mineurs, une branche de la police nationale qui existe pour surveiller les cas de traite d'enfants, surveiller les frontières et les camps de réfugiés pour de telles activités. Les enfants des camps de réfugiés sont également particulièrement exposés à d’autres formes de traite, notamment l'exploitation sexuelle.

### Esclavage sexuel
Bien que la majorité des cas d'esclavage modernes en Haïti soient dus à la pratique du système restavek, la traite à des fins d'exploitation sexuelle en Haïti est un problème répandu et pressant. Ces dernières années, Haïti est devenu un aimant pour les touristes sexuels. L'esclavage sexuel comprend les pratiques de coercition, de prostitution forcée et de trafic à des fins sexuelles. Sheldon Zhang définit le trafic sexuel comme « des migrants [qui] sont transportés dans l'intention de fournir des services sexuels... et dans lesquels le processus de contrebande est rendu possible par l'usage de la force, de la fraude ou de la coercition ». La plupart des victimes sont trafiquées à des fins de prostitution, mais d'autres sont utilisées à des fins de pornographie et de striptease. Les enfants ont tendance à être victimes de la traite dans leur propre pays, tandis que les jeunes femmes peuvent être victimes de la traite à l’intérieur ou à l’étranger, parfois avec le consentement de leur mari ou d’autres membres de leur famille.
On a soupçonné en 2007 que les forces de maintien de la paix de l'ONU (déployées en 2004 pour réprimer l'instabilité politique) créaient une demande accrue de trafic sexuel après que 114 soldats de l'ONU ont été expulsés d'Haïti pour avoir utilisé des prostituées. Dans son rapport annuel de 2007, le département d'État américain a constaté une augmentation du trafic sexuel en Haïti de femmes et de filles pour travailler comme prostituées pour les soldats de la paix. C'était la première mention dans un tel rapport de femmes trafiquées en Haïti depuis la République dominicaine pour le travail du sexe.

### Frontière haïtianno-dominicaine

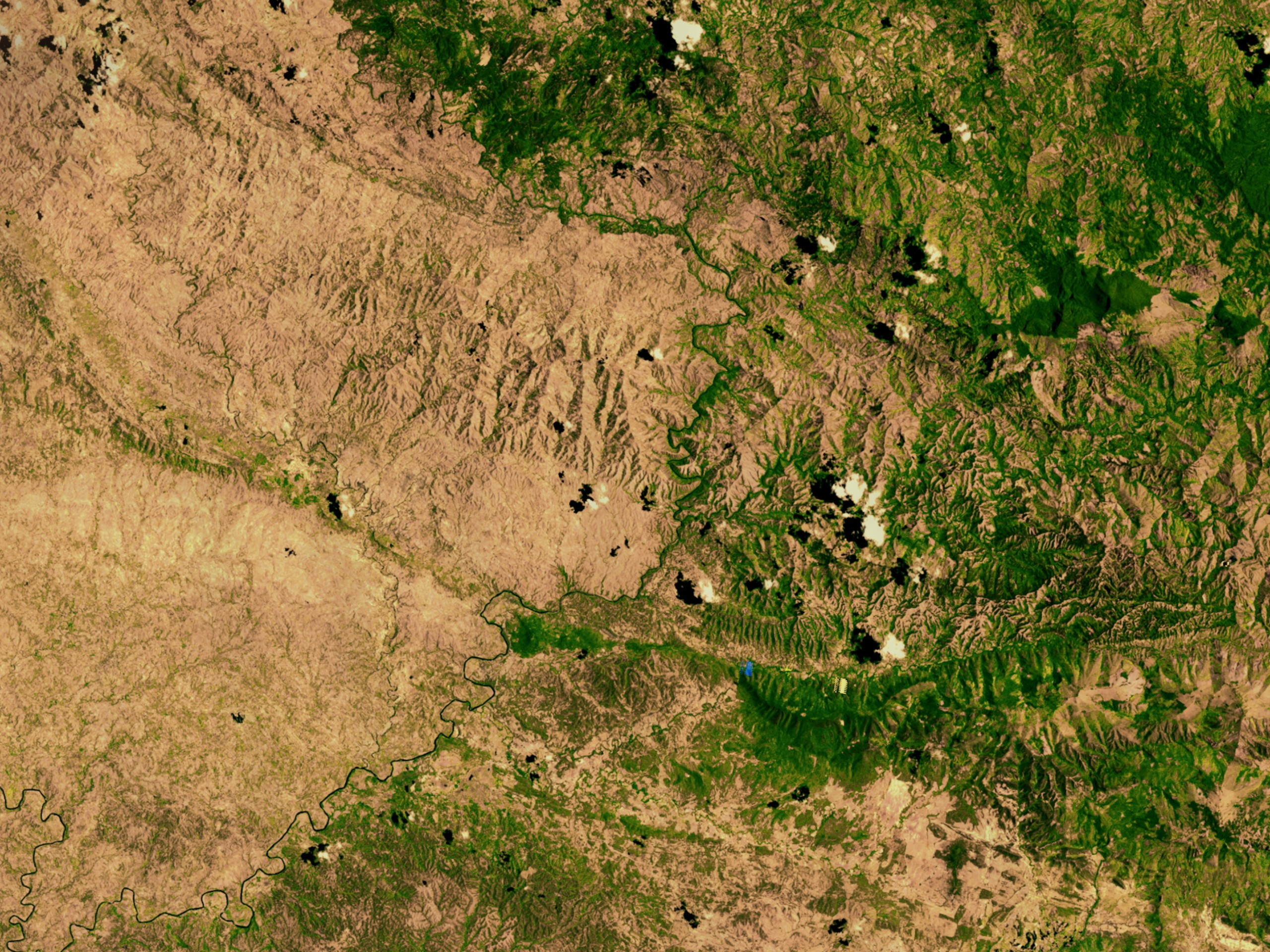
Image satellite montrant la frontière entre Haïti (à gauche) et la République dominicaine (à droite).

Depuis des décennies, les Haïtiens traversent la frontière haïtienne-dominicaine pour diverses raisons, notamment la migration volontaire et involontaire, la résidence de longue et courte durée en République dominicaine, l'entrée légale et illégale, la contrebande et la traite des êtres humains. Haïtiens traversent la frontière haïtienne-dominicaine à la recherche d'opportunités et sont très vulnérables à l'exploitation. En fait, la République dominicaine a l'un des pires antécédents d'abus des droits de l'homme, y compris la traite des êtres humains, contre les travailleurs migrants dans toutes les Caraïbes. Les Haïtiens en République dominicaine sont largement décriés en tant que minorité de migrants en raison de la proximité des pays. Pendant le règne dictatorial de Jean-Claude Duvalier dans les années 70 et 80, il a vendu des Haïtiens à des prix de gros pour travailler dans des plantations de sucre en République dominicaine.
La plupart des personnes qui traversent la frontière sont des femmes et des filles. La migration des femmes haïtiennes vers la République dominicaine est intrinsèquement liée à la « féminisation des migrations » qui fait à son tour partie de la « nouvelle immigration haïtienne », induite par les changements sur les marchés du travail ainsi que par la situation fragile des femmes et de leurs familles en Haïti. Les femmes migrantes sont particulièrement vulnérables à la traite des êtres humains, à la violence et au trafic illicite. Lorsqu'elles tentent de traverser la frontière, les femmes haïtiennes risquent d'être volées, agressées, violées et assassinées par des passeurs, des délinquants et des trafiquants, tant dominicains qu'haïtiens. Compte tenu de cette menace de violence, les femmes se tournent vers des itinéraires alternatifs non officiels et dépendent de buscones embauchés (scouts informels), de cousins et d'autres familles éloignées pour les accompagner à travers la frontière. Ces passeurs embauchés qui ont promis de les aider, souvent par la force et la coercition, les incitent plutôt au travail domestique forcé dans des maisons privées à Saint-Domingue, la capitale de la République dominicaine. Des buscones loués vendent également des femmes et des enfants à la traite des esclaves sexuels en République dominicaine (bordels et autres lieux) ou à l'esclavage sexuel comme exportation. Souvent, les mères ont besoin de leurs jeunes enfants pour subvenir aux besoins de la famille, ce qui place les enfants dans des positions vulnérables et leur permet de devenir la proie des prédateurs et des trafiquants. Le nombre d'enfants introduits clandestinement en République dominicaine n'est pas connu, mais une estimation de l'UNICEF a établi ce nombre à 2 000 pour la seule année 2009. Les responsables haïtiens rapportent que les enfants victimes de la traite hors d'Haïti connaissent trois grands destins : le travail domestique, la prostitution et les prélèvements d'organes.
Des femmes de la République dominicaine auraient également été victimes de la traite en Haïti pour être des esclaves sexuelles.

### Action Gouvernementale
| HAÏTI                                                       | Ratifié |
| ----------------------------------------------------------- | ------- |
| Convention sur le travail forcé                             | Oui     |
| Convention supplémentaire sur l'abolition de l'esclavage    | Oui     |
| Pacte international relatif aux droits civils et politiques | Oui     |
| Convention relative aux droits de l'enfant                  | Oui     |
| Convention sur les pires formes de travail des enfants      | Oui     |
| Protocole facultatif de la CRC sur la vente d'enfants       | Oui     |
| Protocole de l'ONU sur la traite                            | Non     |
| Convention sur le travail domestique                        | Non     |

Le rapport américain de 2014 sur la traite des personnes a placé Haïti sur la liste de surveillance de niveau 2. Le placement de la liste de surveillance de niveau 2 est accordé aux pays dont les gouvernements ne se conforment pas pleinement aux normes minimales de la loi sur la protection des victimes de la traite (TVPA), mais font des efforts importants pour se mettre en conformité avec ces normes et le nombre de victimes de formes graves de traite. est très important ou en augmentation significative. Certains des efforts d'Haïti pour lutter contre l'esclavage moderne comprennent la ratification de plusieurs conventions clés, notamment la Déclaration universelle des droits de l'homme (UHDR), la Convention relative aux droits de l'enfant (CRC), la Convention de l'Organisation internationale du travail (OIT) concernant l'interdiction. et Action immédiate pour l'élimination des pires formes de travail des enfants et la Convention de l'OIT sur l'âge minimum. En 2014, Haïti a ratifié le Protocole facultatif sur la vente d'enfants. Des conventions comme celles-ci, si elles sont appliquées, pourraient contribuer à lutter contre la traite des êtres humains. En 2000, Haïti a signé le Protocole des Nations unies pour prévenir, réprimer et punir la traite des personnes, en particulier des femmes et des enfants, mais ne l'a pas ratifié. Haïti n'a pas ratifié la Convention sur les travailleurs domestiques.

#### Action anti-restavèk
Conformément à ces conventions internationales, la loi haïtienne interdit les abus, la violence, l'exploitation et la servitude des enfants de toute nature susceptibles de nuire à leur sécurité, leur santé ou leur moralité. En outre, il déclare que tous les enfants ont droit à une éducation et à ne pas subir de traitements dégradants et inhumains. Adopté en 2003, l'article 335 du Code du travail haïtien interdit l'emploi d'enfants de moins de 15 ans. En outre, une loi adoptée en juin 2003 a expressément interdit le placement d'enfants dans le service restavèk. La loi stipule qu'un enfant en service domestique doit être traité de la même manière que les enfants biologiques de la famille ; cependant, il ne contient aucune sanction pénale pour ceux qui enfreignent ses dispositions. Malgré la promulgation de ces lois, la pratique du restavèk persiste et se développe. L'instabilité politique et le manque de ressources entravent les efforts visant à réduire la traite des enfants.

#### Poursuites et protection
Le gouvernement a pris des mesures pour s'attaquer juridiquement au problème de la traite des femmes et des enfants en soumettant un projet de loi au Parlement, en réponse à sa ratification du Protocole de Palerme qui l'exigeait. En 2014, la loi CL / 2014-0010 a été adoptée, criminalisant le trafic avec des peines allant jusqu'à 15 ans d'emprisonnement. Cependant, l'application de la loi reste insaisissable. Les obstacles à la lutte contre la traite des êtres humains comprennent la corruption généralisée, le manque de réponses rapides aux cas avec des indicateurs de traite, la lenteur du pouvoir judiciaire pour résoudre les affaires pénales et le financement insuffisant des agences gouvernementales.
Les personnes déplacées par le tremblement de terre de 2010 courent un risque accru de trafic sexuel et de travail forcé. Les protections internationales en place pour les personnes déplacées à l'intérieur du pays, principalement les principes directeurs du Bureau de la coordination des affaires humanitaires des Nations unies de 1998 sur les déplacements internes, ne s'appliquent pas aux survivants du tremblement de terre qui ont traversé une frontière internationale. Rien ne protège les personnes déplacées à l'extérieur, ce qui crée d'importantes lacunes de protection pour les personnes les plus vulnérables à la traite - les filles et les jeunes femmes - qui sont traitées comme des délinquants à la migration plutôt que comme des migrants forcés ayant besoin de protection. Aucun statut de protection temporaire n'a été créé ou accordé en République dominicaine.

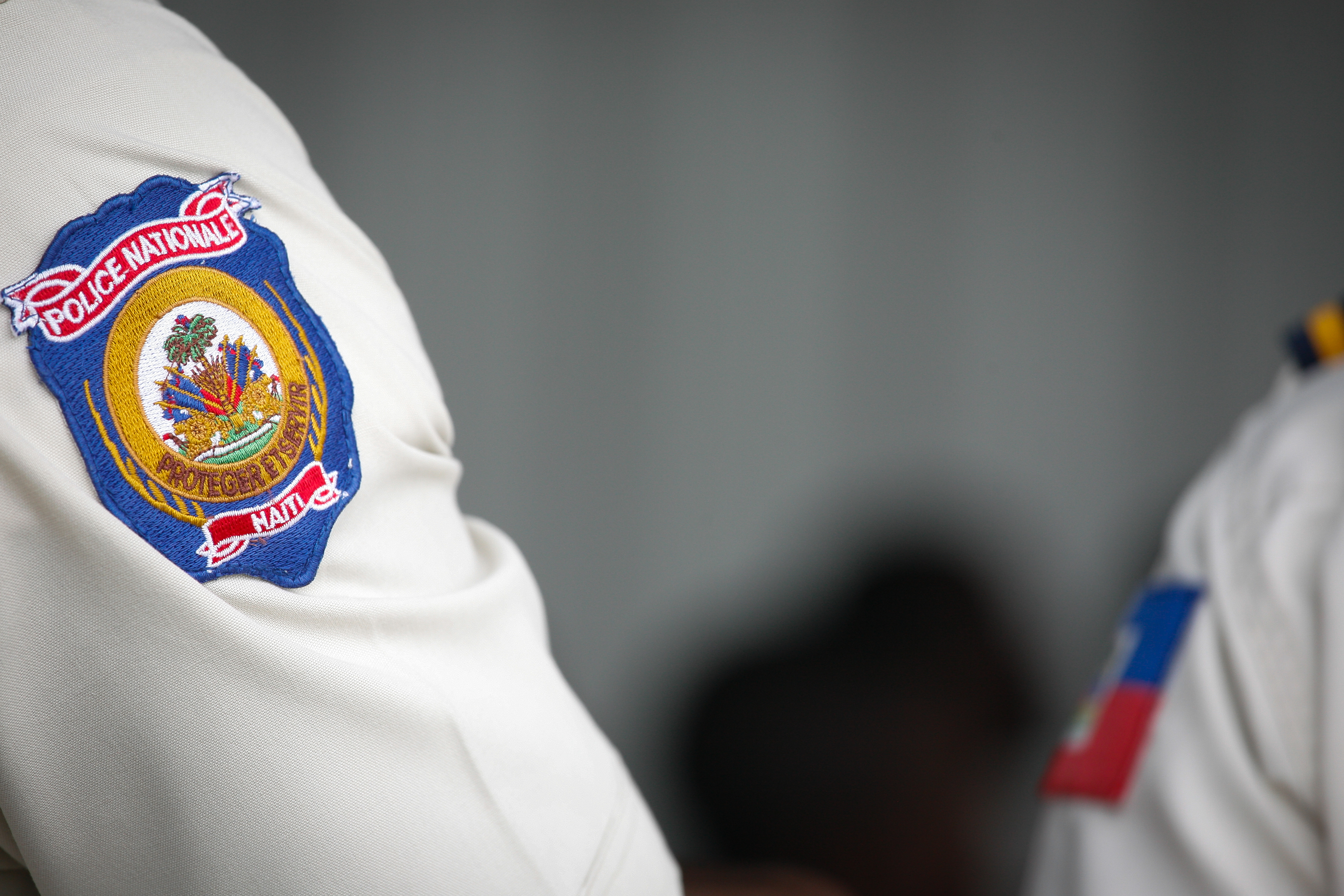
Police haïtienne

Depuis le tremblement de terre de 2010 en Haïti, l'aide internationale et les efforts nationaux se sont concentrés sur les secours et le relèvement et, par conséquent, peu de ressources ont été mises de côté pour lutter contre l'esclavage moderne. Il n'existe aucun refuge géré par le gouvernement pour venir en aide aux victimes de la traite des êtres humains. Le gouvernement oriente les victimes vers des organisations non gouvernementales (ONG) pour des services tels que la nourriture et les soins médicaux. La majorité des services aux victimes sont fournis par des ONG haïtiennes telles que le Foyer l'Escale, le Centre d'Action pour le Développement et l'Organisation des Jeunes Filles en Action qui fournissent des services d'hébergement, éducatifs et psychosociaux aux victimes. En outre, l'OIM a coopéré avec des ONG locales et le ministère haïtien des Affaires sociales, l'Institut de la protection sociale et de la recherche ou la Brigade pour la protection des mineurs de la police nationale haïtienne pour lutter contre la traite des êtres humains.

#### La prévention
Le gouvernement a fait des efforts pour prévenir et réduire la traite des êtres humains. En juin 2012, l'IBESR (Institut du Bien-être Social et de Recherches) a lancé une hotline sur la traite des êtres humains et mené une campagne de sensibilisation du public au travail des enfants, à la traite des enfants et aux abus sexuels sur les enfants. Le gouvernement a créé une ligne directe pour signaler les cas d'abus de restavèk. En décembre 2012, le gouvernement a créé une commission nationale pour l' élimination des pires formes de travail des enfants, qui a consisté à lancer une campagne de sensibilisation du public sur le travail des enfants et à souligner une journée nationale contre les abus de restavèk. Début 2013, le gouvernement a créé un groupe de travail interministériel sur la traite des êtres humains, présidé par le directeur des affaires judiciaires du ministère des Affaires étrangères, pour coordonner toutes les initiatives de la branche exécutive de lutte contre la traite.

### Facteurs contributifs

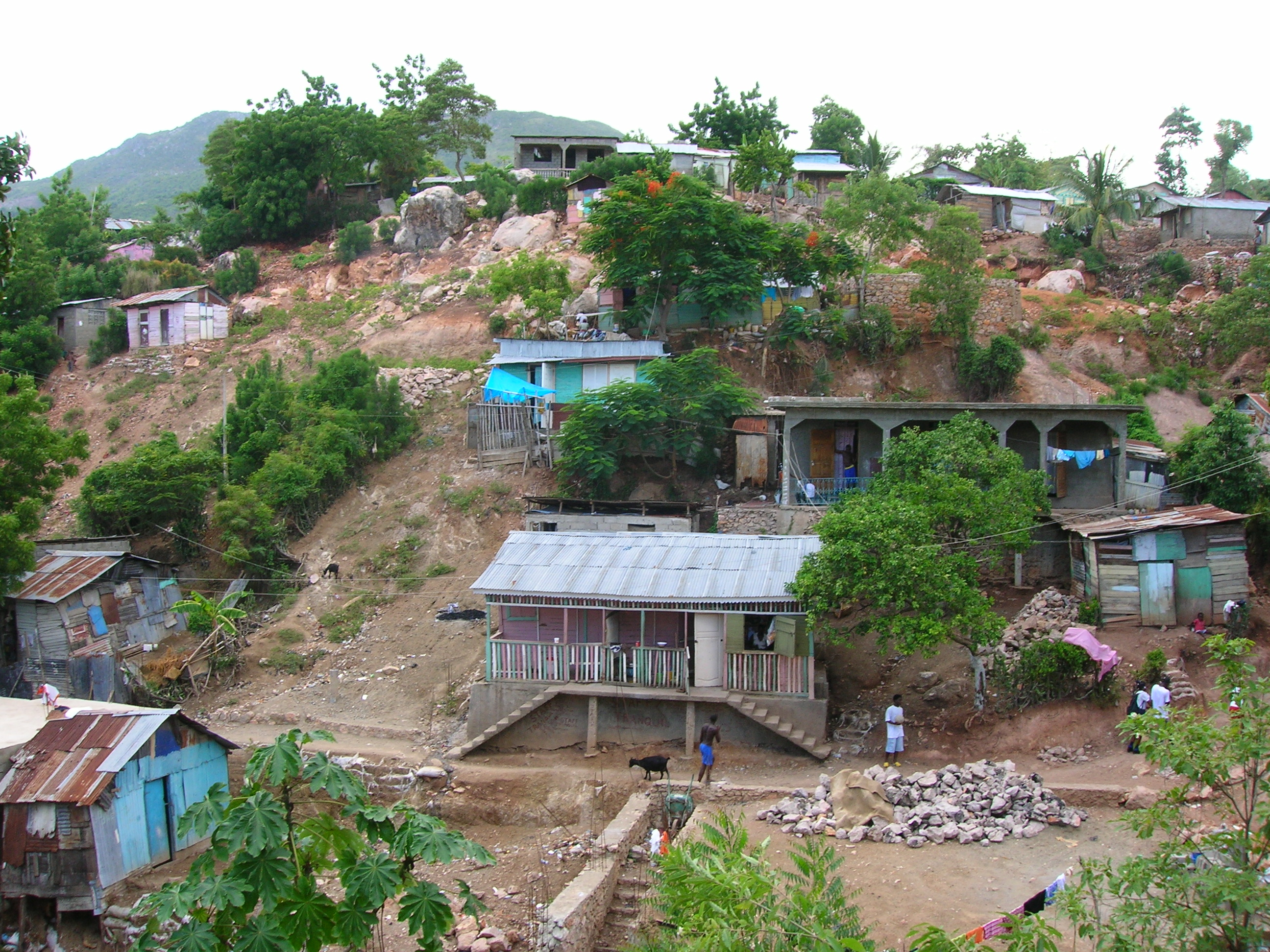
Bidonvilles de la région du Bas-Ravine, dans la partie nord du Cap-Haïtien

Le rapport 2013 sur la traite des personnes a identifié plusieurs facteurs individuels et structurels qui contribuent à la persistance de la traite des êtres humains vers, à travers et hors d'Haïti, ainsi que dans toute l'Amérique latine et les Caraïbes. Les Haïtiens les plus exposés au risque d'être victimes par les trafiquants d'êtres humains sont les plus pauvres, en particulier les enfants. En Haïti, le pays le plus pauvre de l'hémisphère occidental plus de la moitié de la population vit avec moins d'un dollar par jour et plus des trois quarts avec moins de deux dollars par jour. La pauvreté extrême, combinée à un manque de services sociaux tels que l'éducation et les soins de santé de base, augmente la vulnérabilité d'un enfant à l'esclavage moderne. Les facteurs qui augmentent la probabilité qu'un enfant devienne un restavèk comprennent la maladie ou la perte d'un ou des deux parents, le manque d'accès à l'eau potable, le manque d'opportunités éducatives et l'accès à la famille dans une ville. En plus de la pauvreté, les facteurs individuels qui peuvent conduire à l'exploitation comprennent le chômage, l'analphabétisme, les faibles opportunités d'éducation, des antécédents d'abus physiques ou sexuels, le sans-abris et la toxicomanie. Ces facteurs individuels « poussent » les gens vers les voies de la traite des êtres humains et de l'esclavage moderne. Souvent, les hommes, les femmes et les enfants acceptent des conditions de travail assimilables à des esclaves parce qu'il y a peu d'espoir d'amélioration et qu'ils ont besoin de survivre. Certains franchissent les frontières nationales à la recherche d'opportunités positives, mais se retrouvent plutôt dans la main-d'œuvre exploitée. De plus, les facteurs qui font des personnes des cibles faciles pour les trafiquants rendent l'esclavage plus probable. Les personnes déplacées à l'intérieur du pays, en particulier les femmes et les enfants vivant dans les camps de réfugiés, qui offrent peu de sécurité sont un groupe à haut risque d'esclavage sexuel et d'autres types de travail forcé. On estime que 10 % des Haïtiens sans papiers, dont les naissances ne sont pas déclarées, courent un risque particulièrement élevé d'esclavage.
La traite des êtres humains le long de la frontière haïtienne-dominicaine persiste parce que les pays d'origine et les pays d'accueil ont un énorme intérêt économique à poursuivre le flux de la migration sans papiers, qui conduit directement à la traite. Le trafic est une activité rentable pour les trafiquants en Haïti et en République dominicaine. Tant qu'il existera de grandes disparités économiques et sociales telles que la pauvreté, l'exclusion sociale, les crises environnementales et l'instabilité politique entre les deux pays, le commerce se poursuivra.
Il existe également des facteurs structurels extérieurs à l'individu qui expliquent la persistance de l'esclavage moderne en Haïti. Le rapport sur la traite des personnes du département d'État américain a identifié les huit facteurs structurels suivants qui contribuent à la traite des êtres humains en Amérique latine et dans les Caraïbes : (1) la forte demande de domestiques, de travailleurs agricoles, de travailleurs du sexe et de main-d'œuvre d'usine ; (2) les crises politiques, sociales ou économiques, ainsi que les catastrophes naturelles telles que le tremblement de terre de janvier 2010 ; (3) un machisme persistant (attitudes et pratiques chauvines) qui tend à conduire à la discrimination à l'égard des femmes et des filles ; (4) l'existence de réseaux de trafiquants établis avec des méthodes de recrutement sophistiquées ; (5) la corruption publique, en particulier la complicité entre les forces de l'ordre et les agents aux frontières avec les trafiquants et les passeurs de personnes ; (6) des politiques d'immigration restrictives dans certains pays de destination qui ont limité les possibilités de flux migratoires légaux ; (7) le désintérêt du gouvernement pour la question de la traite des êtres humains ; et (8) des opportunités économiques limitées pour les femmes. La tradition restavèk est perpétuée par une tolérance généralisée pour la pratique dans tout Haïti. D'autres facteurs contribuant au système de restavèk incluent la pauvreté et le manque d'accès à la contraception, à l'éducation et à l'emploi dans les campagnes. Les familles rurales pauvres avec de nombreux enfants ont peu d'occasions de les nourrir et de les éduquer, laissant peu d'options autres que la servitude en ville.